# Schwarzer Juli
Schwarzer Juli (englisch Black July, Tamil கறுப்பு ஜூலை Karrupu July, singhalesisch කළු ජූලිය Kalu Juliya) ist die gängige Bezeichnung für das Anti-Tamilen-Pogrom während des Julis 1983 in Sri Lanka. Unmittelbarer Auslöser für den Genozid war die Tötung von 13 Soldaten durch die Liberation Tigers of Tamil Eelam (kurz LTTE) am 23. Juli 1983. Vorangegangen waren mehrere Gesetze, die die Rechte der tamilischen Minderheit stark beschnitten. Darunter die dauerhafte Erklärung des Ausnahmezustands, eine verschärfte Anti-Terror-Gesetzgebung und die Aussetzung der 1982 fälligen Parlamentswahlen durch die Regierung des singhalesischen Politikers Junius Richard Jayewardene, die eine Häufung von Verschwindenlassen und Folter in Gefangenschaft zur Folge hatten. Betroffen davon waren überwiegend Tamilen, aber auch Singhalesen, denen Unterstützung der von der Regierung als terroristisch eingestuften LTTE vorgeworfen wurde. Dadurch war das politische Klima sehr angespannt. Nachdem die Leichname der Soldaten nach Colombo überführt wurden, fing in den späten Abendstunden des 24. Juli 1983 das Pogrom in der Hauptstadt Colombo an und verbreitete sich innerhalb von nur wenigen Stunden über das ganze Land. Über sieben Tage lang attackierten, verbrannten, plünderten, vergewaltigten und töteten singhalesische Mobs tamilische Zivilisten. Dabei wurden mehr als 5.000 Tamilen getötet, sowie 18.000 Häuser und Geschäfte zerstört. Insgesamt verloren 150.000 Tamilen ihr Zuhause. Hierbei gelangte ein großer Teil des tamilischen Eigentums in singhalesische Hände; dabei wurden die Täter teilweise von regierungsnahen Politikern angestachelt und Mitglieder von Polizei und Militär beteiligten sich an den Ausschreitungen. Der wirtschaftliche Schaden betrug rund 300 Millionen US-Dollar. Daraufhin flüchteten mehr als 100.000 Sri-Lanka-Tamilen in andere Länder, welche heute als Tamilische Diaspora bekannt sind. Auch hat Indien mehrere Flotten nach Sri Lanka versandt, um die Tamilen im Süden und Zentrum zu evakuieren und in den von Tamilen dominierten Norden der Republik zu bringen. Diese Ereignisse während des Julis 1983 werden heute als Auslöser für den Bürgerkrieg in Sri Lanka angesehen. Bis heute lehnt die sri-lankische Regierung eine UN-Resolution zur Aufklärung der Menschenrechtsvergehen beider Seiten in Sri Lanka ab, wohingegen die LTTE dieses Vorhaben unterstützte.
Heute gilt der 23. Juli für die Tamilen als Gedenktag an die Ereignisse im Jahr 1983.